# 立蛤屬
立蛤屬是帘蛤目马珂蛤科的一個屬。

## 分類
根據WoRMS，馬珂蛤科包括以下各個屬：
- 细纹立蛤（学名：Meropesta capillacea）
- 尼科巴立蛤（学名：Meropesta nicobarica）
- 中日立蛤（学名：Meropesta sinojaponica）